# Симфонія № 5 (Лятошинський)
Симфонія № 5 «Слов'янська» (тв. 67) — симфонія основоположника української сучасної академічної музики Бориса Лятошинського. Створена у 1965-1966 роках та оркестрована у 1967 році (відповідно, клавір та партитура). Присвячена учню Лятошинського, українському композитору та диригенту Петру Полякову.
Епічний експресивний твір з яскраво вираженою романтичною поемністю. Поряд з іншими симфонічними творами композитора, створеними після смерті Сталіна, — Слов'янським концертом для фортепіано з оркестром (тв. 54, 1953 р.), Слов'янською увертюрою (тв. 61,1961 р.), Слов'янською сюїтою (тв. 68, 1967 р.) — у цій симфонії композитор звертається до образного світу та тематичного матеріалу слов'янського (зокрема, болгарського, російського та югославського) фольклору. Вважається, що вступна фанфарна тема симфонії могла бути написана під впливом Симфонії № 3 «Ілля Муромець» (1911) Рейнгольда Глієра, вчителя Лятошинського.

## Структура твору
I. Andante maestoso — Allegro molto
II. Lento e mesto — Andante tranquillo — Grave — Andante tranquillo — Lento e mesto
III. Moderato — Allegro energico

## Виконання
Kyiv Symphony Orchestra, диригент Луїджі Гаджеро (Luigi Gaggero), Будинок звукозапису Українського радіо, 05.10.2019

## Записи
- Cracow Philharmonic Orchestra, диригент Роланд Бадер (Roland Bader), 2013.[5][6]
- Національний симфонічний оркестр України, диригент Теодор Кучар (Theodore Kuchar), Marco Polo 1994 — запис, Naxos of America 2014 — ремастерінг та публікація.[7][8][9][10][3][11][12][13][14]